# Edward, Duke of York and Albany

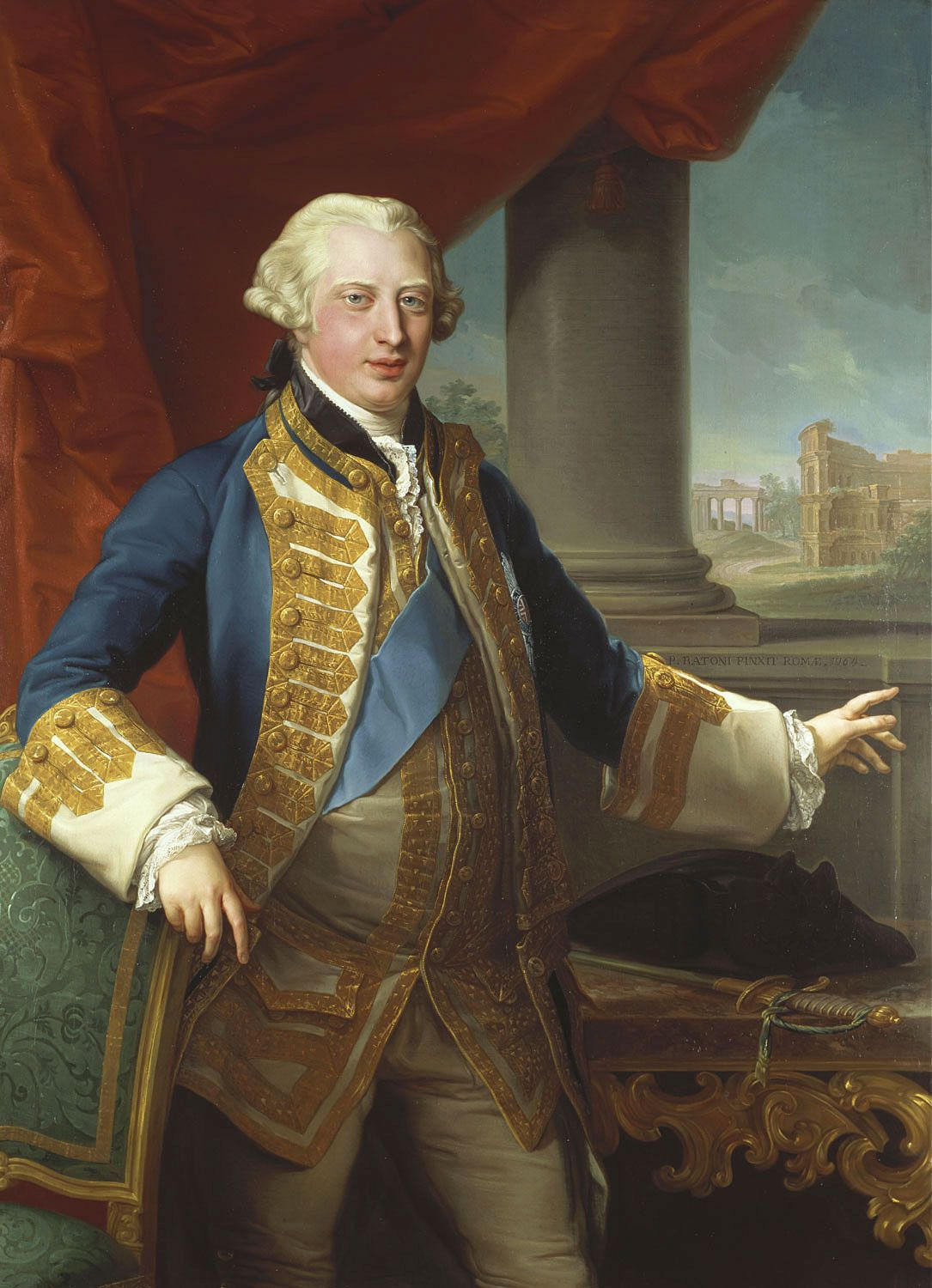
Edward, Duke of York and Albany, 1764

Wappen des Edward, Duke of York and Albany

Prince Edward Augustus, Duke of York and Albany KG (deutsch Prinz Eduard August von Hannover, * 14. Märzjul. / 25. März 1739greg. in London; † 17. September 1767 in Monte Carlo, Monaco) war ein britischer Prinz und Admiral aus dem Haus Hannover.

## Leben
Er war der zweite Sohn des Prinzen Frederick Lewis, Prince of Wales (1707–1751) und seiner Ehefrau Augusta von Sachsen-Gotha-Altenburg (1719–1772), Tochter des Herzogs Friedrich II. und Magdalena Augusta von Anhalt-Zerbst. Sein Großvater war König Georg II. Sein älterer Bruder war als Georg III. König von Großbritannien und Kurfürst von Braunschweig-Lüneburg bzw. ab 1815 König von Hannover.
Sein Großvater nahm ihn 1752 als Knight Companion in den Hosenbandorden auf und verlieh ihm am 1. April 1760 die erblichen britischen Adelstitel Duke of York and Albany sowie den irischen Adelstitel Earl of Ulster. 1760 wurde er zudem ins Privy Council und als Fellow in die Royal Society aufgenommen.
Prince Edward trat 1758 als Midshipman in die Royal Navy ein und nahm unter Lord Howe während des Siebenjährigen Krieges an den Überfällen auf französische Häfen teil, die 1758 in der Schlacht bei Saint-Cast endeten. Am 14. Juni 1759 wurde er zum Captain befördert und Kommandant des 44-Kanonen-Schiffes Phoenix. 1761 erfolgte die Beförderung zum Rear-Admiral of the Blue, 1762 zum Vice-Admiral of the Blue und 1766 zum Admiral of the Blue.
Als er 1767 auf dem Weg nach Genua war, erkrankte er und wurde am nächsten Hafen an Land gebracht. Am Hof des monegassischen Fürsten Honoré III. starb er wenig später. Sein Leichnam wurde zurück nach England gebracht und in der Westminster Abbey beerdigt. Er starb unverheiratet und ohne Nachkommen, weshalb seine Adelstitel erloschen.
Er war aktiver Freimaurer und Mitglied deutscher Logen; ihm zu Ehren erhielt die Große Landesloge von Preußen den Namenszusatz „Royal York zur Freundschaft“.
Nach ihm sind Prince Edward County in Virginia, die Kap-York-Halbinsel im australischen Queensland und die Duke-of-York-Insel in Papua-Neuguinea benannt.

## Ahnentafel
| Ahnentafel des Edward, Duke of York and Albany | Ahnentafel des Edward, Duke of York and Albany                                                      | Ahnentafel des Edward, Duke of York and Albany                                                   | Ahnentafel des Edward, Duke of York and Albany                                                                       | Ahnentafel des Edward, Duke of York and Albany                                                                 | Ahnentafel des Edward, Duke of York and Albany                                                                          | Ahnentafel des Edward, Duke of York and Albany                                                                          | Ahnentafel des Edward, Duke of York and Albany                                                                      | Ahnentafel des Edward, Duke of York and Albany                                                                      |
| ---------------------------------------------- | --------------------------------------------------------------------------------------------------- | ------------------------------------------------------------------------------------------------ | --- | --- | --- | --- | --- | --- |
| Ururgroßeltern                                 | Kurfürst Ernst August von Braunschweig-Lüneburg (1629–1698) ⚭ 1658 Sophie von der Pfalz (1630–1714) | Fürst Georg Wilhelm von Braunschweig-Lüneburg (1624–1705) ⚭ 1676 Eleonore d’Olbreuse (1639–1722) | Markgraf Albrecht II. von Brandenburg-Ansbach (1620–1667) ⚭ 1651 Sophie Margarete zu Oettingen-Oettingen (1634–1664) | Herzog Johann Georg I. von Sachsen-Eisenach (1634–1686) ⚭ Johanetta von Sayn-Wittgenstein (1626–1701)          | Herzog Ernst I. von Sachsen-Gotha-Altenburg (1601–1675) ⚭ 1636 Elisabeth Sophia von Sachsen-Altenburg (1619–1680)       | Herzog August von Sachsen-Weißenfels (1614–1680) ⚭ 1647 Anna Maria von Mecklenburg (1627–1669)                          | Herzog August von Sachsen-Weißenfels (1614–1680) ⚭ 1647 Anna Maria von Mecklenburg (1627–1669)                      | Fürst Johann VI. von Anhalt-Zerbst (1621–1667) ⚭ 1649 Sophie Auguste von Schleswig-Holstein-Gottorf (1630–1680)     |
| Urgroßeltern                                   | König Georg I. (1660–1727) ⚭ 1682 Sophie Dorothea von Braunschweig-Lüneburg (1666–1726)             | König Georg I. (1660–1727) ⚭ 1682 Sophie Dorothea von Braunschweig-Lüneburg (1666–1726)          | Markgraf Johann Friedrich von Brandenburg-Ansbach (1654–1686) ⚭ 1681 Eleonore von Sachsen-Eisenach (1662–1696)       | Markgraf Johann Friedrich von Brandenburg-Ansbach (1654–1686) ⚭ 1681 Eleonore von Sachsen-Eisenach (1662–1696) | Herzog Friedrich I. von Sachsen-Gotha-Altenburg (1645–1691) ⚭ 1669 Magdalena Sibylle von Sachsen-Weißenfels (1648–1681) | Herzog Friedrich I. von Sachsen-Gotha-Altenburg (1645–1691) ⚭ 1669 Magdalena Sibylle von Sachsen-Weißenfels (1648–1681) | Fürst Karl Wilhelm von Anhalt-Zerbst (1652–1718) ⚭ 1676 Sophia von Sachsen-Weißenfels (1654–1724)                   | Fürst Karl Wilhelm von Anhalt-Zerbst (1652–1718) ⚭ 1676 Sophia von Sachsen-Weißenfels (1654–1724)                   |
| Großeltern                                     | König Georg II. (1683–1760) ⚭ 1705 Caroline von Brandenburg-Ansbach (1683–1727)                     | König Georg II. (1683–1760) ⚭ 1705 Caroline von Brandenburg-Ansbach (1683–1727)                  | König Georg II. (1683–1760) ⚭ 1705 Caroline von Brandenburg-Ansbach (1683–1727)                                      | König Georg II. (1683–1760) ⚭ 1705 Caroline von Brandenburg-Ansbach (1683–1727)                                | Herzog Friedrich II. von Sachsen-Gotha-Altenburg (1676–1732) ⚭ 1696 Magdalena Augusta von Anhalt-Zerbst (1679–1740)     | Herzog Friedrich II. von Sachsen-Gotha-Altenburg (1676–1732) ⚭ 1696 Magdalena Augusta von Anhalt-Zerbst (1679–1740)     | Herzog Friedrich II. von Sachsen-Gotha-Altenburg (1676–1732) ⚭ 1696 Magdalena Augusta von Anhalt-Zerbst (1679–1740) | Herzog Friedrich II. von Sachsen-Gotha-Altenburg (1676–1732) ⚭ 1696 Magdalena Augusta von Anhalt-Zerbst (1679–1740) |
| Eltern                                         | Prinz Friedrich Ludwig (1707–1751) ⚭ 1736 Augusta von Sachsen-Gotha-Altenburg (1719–1772)           | Prinz Friedrich Ludwig (1707–1751) ⚭ 1736 Augusta von Sachsen-Gotha-Altenburg (1719–1772)        | Prinz Friedrich Ludwig (1707–1751) ⚭ 1736 Augusta von Sachsen-Gotha-Altenburg (1719–1772)                            | Prinz Friedrich Ludwig (1707–1751) ⚭ 1736 Augusta von Sachsen-Gotha-Altenburg (1719–1772)                      | Prinz Friedrich Ludwig (1707–1751) ⚭ 1736 Augusta von Sachsen-Gotha-Altenburg (1719–1772)                               | Prinz Friedrich Ludwig (1707–1751) ⚭ 1736 Augusta von Sachsen-Gotha-Altenburg (1719–1772)                               | Prinz Friedrich Ludwig (1707–1751) ⚭ 1736 Augusta von Sachsen-Gotha-Altenburg (1719–1772)                           | Prinz Friedrich Ludwig (1707–1751) ⚭ 1736 Augusta von Sachsen-Gotha-Altenburg (1719–1772)                           |
| Edward, Duke of York and Albany                | |                                                                                                  | | | | | | |